# Phare de Ragged Point (Maryland)
Le phare de Ragged Point (en anglais : Ragged Point Light), était un phare offshore de type screw-pile lighthouse situé sur la rivière Potomac  dans le Comté de Saint Mary, dans le Maryland. Il fut le dernier construit en baie de Chesapeake et remplacé, en 1962, par une balise moderne.

## Historique
La première demande d'éclairage à Ragged Point date de 1896. Les fonds ne furent cependant alloués qu'en 1906 et la construction ne commença que lorsque 5.000 dollars supplémentaires furent alloués. La construction a finalement commencé en 1910 et la lumière a été mise en service en mars de la même année. C'était le dernier phare érigé dans le Maryland.
Au début des années 1960, la lumière a été neutralisée par des avions participant à une mission d'entraînement de la Naval Air Station Patuxent River. Les gardiens ont pu faire signe aux pilotes qui avaient pensé que la lumière était vacante. En 1962, la maison a été démantelée et une tour a été construite sur l’ancienne fondation.

## Description
Le phare actuel est un tourelle métallique à claire-voie, avec une balise, montée sur l'ancienne plateforme. Il porte une marque de jour. Il émet, à une hauteur focale de 13,5 m, un éclat blanc toutes les 6 secondes. Sa portée n'est pas connue.
Identifiant : ARLHS : USA-685 ; USCG : 2-16940 ; Admiralty : J1824 .

### Lien connexe
- Liste des phares du Maryland